# Pierre-Sylvestre Jaunez
Pierre-Sylvestre Jaunez (Metz, 31 décembre 1755 - Metz, 21 décembre 1844) est un architecte messin, connu pour avoir achevé le marché couvert de Metz.

## Biographie
Issu d’une famille d’entrepreneurs messins, Pierre-Sylvestre Jaunez naît le 31 décembre 1755 à Metz. Il se destine, comme son frère Jean Baptiste, à l’architecture, mais la Révolution éclate. Il se marie en 1792. Attaché à l’armée de Sambre-et-Meuse, en qualité de constructeur, Pierre-Sylvestre Jaunez participe aux guerres révolutionnaires. 
En 1807, il s’installe à Metz, où il est nommé géomètre en chef du cadastre, pour l’ensemble du nouveau département de la Moselle. Il conserve ce poste jusqu’en 1825. Âgé de soixante-dix ans, Pierre-Sylvestre Jaunez revient à sa vocation première, en proposant des plans pour achever l’ancien palais épiscopal de Metz, resté inachevé depuis la Révolution. Le marché couvert sera sa plus grande réalisation. Estimé de ses concitoyens, Pierre-Sylvestre Jaunez décède à l’âge de 88 ans, le 21 décembre 1844, dans sa ville natale.
Pierre-Sylvestre Jaunez est le frère de Pierre Ignace Jaunez-Sponville, et le père du maire de Metz Édouard Jaunez.

## Sources
- H. de Saulières, Notice biographique sur M. Édouard Jaunez, géomètre en chef du cadastre du département de la Moselle, ancien maire de Metz, membre du Conseil général et du conseil municipal…, extrait du biographe et l’historien, troisième volume, deuxième partie, Paris, 1856.